# Colegiada Basílica de Santa Maria de Manresa
A Colegiada Basílica de Santa Maria (em catalão:  Col·legiata Basílica de Santa Maria, em castelhano:  Colegiata Basílica de Santa María de la Aurora), conhecida popularmente como A Sé (La Seu), é o edifício de estilo arquitetónico gótico religioso mais emblemático de Manresa. Coroa a colina Cardener, um berço histórico da cidade. Ocupa o espaço das construções religiosas e civis mais antigas. É uma obra declarada Bem Cultural de Interesse Nacional.
O primeiro nome refere-se ao capítulo dos cânones que acolhe, enquanto que a denominação de basílica corresponde ao título atribuído em 1886 pelo papa Leão XIII. Em 1931 foi declarada monumento histórico-artístico de carácter nacional. Hierarquicamente, é uma concatedral, já que a diocese de Vic, apesar de ter sido a residência do bispo de Vic, ela é bicéfala, com duas catedrais e dois capítulos canónicos: Manresa e Vic.